# Aníbal Filiberti
Aníbal Cicerón Filiberti Adonias (Rosario, 31 marzo 1914 – 17 febbraio 1998) è stato un pallanuotista argentino, che ha partecipato alle Olimpiadi di Londra 1948.